# Weltjournal
Das Weltjournal (eigene Schreibweise: WELTjournal) ist ein regelmäßig ausgestrahltes Auslandsmagazin des Österreichischen Rundfunks (ORF), jeden Mittwoch um 22.30 Uhr auf ORF 2.
Es bringt Reportagen zu internationalen Ereignissen und zeigt gesellschaftliche und politische Entwicklungen aus einer globalisierten Welt. Besonderes Augenmerk wird auf aktuelle Ereignisse und internationale Trends gelegt, die für Österreich relevant sind. Gemeinsam mit dem Weltjournal + im Anschluss, bietet es eine thematisch abgestimmte 90-minütige TV-Auslandsstrecke. Moderatoren der Sendung sind Cornelia Vospernik und die Sendungsverantwortliche Christa Hofmann. Von November 2019 bis Dezember 2023 gehörte Patricia Pawlicki zum Moderatorenteam.
Seit Jänner 2016 kommt die Sendung aus dem neuen ORF-Infostudio, das sich das „Weltjournal“ mit den Sendungen konkret, Thema, Report und Eco teilt.

## Auszeichnungen (Auswahl)
- 2019: 51. Fernsehpreis der Österreichischen Erwachsenenbildung[3]